# Battista Babini
Battista Babini, né le 18 mars 1939 à Sant'Agata sul Santerno (Émilie-Romagne), est un coureur cycliste italien, professionnel de 1961 à 1966. 

## Palmarès
- 1961
  - 2e du Trophée Baracchi (avec Giacomo Fornoni)
- 1963
  - Sassari-Cagliari

## Résultats sur les grands tours

### Tour d'Italie
4 participations
- 1962 : abandon (14e étape)
- 1963 : 56e
- 1964 : 81e
- 1965 : 48e

### Tour de France
1 participation
- 1964 : 25e